# Natalia Mardero
Natalia Mardero (Montevideo, 22 de septiembre de 1975) es una escritora, periodista y redactora creativa uruguaya.

## Biografía
Es licenciada en comunicación social.[cita requerida] Su libro Posmonauta (ed. Latina 2001; Irrupciones 2010) recibe el Premio Municipal de Narrativa en 1998 y el Premio Revelación en la Feria del Libro de Montevideo en 2001. 
Se desempeñó como columnista de la revista Freeway. En 2004 edita la nouvelle Guía para un Universo (ed. Cauce), con ilustraciones de Eduardo Barreto. 
En 2006 recibe el premio Fundación BankBoston de jóvenes escritores. Se editan cuentos de Posmonauta en libros de enseñanza primaria en Chile (ed. Marenostrum, 2007, 2013).
En 2012 edita el libro Gato en el ropero y otros haikus (Irrupciones). Ha participado en diversas antologías como El descontento y la promesa, Esto no es una antología, 22 Mujeres.
Escribe habitualmente en su blog Madonna es mi madrina.
Participa del programa Oír con los Ojos que conduce Fernando Medina y en la que participa junto con Lucía Campanela en RadioMundo.

## Obras
- 2001, Posmonauta (ed. Latina; Irrupciones 2010)
- 2004, Guía para un universo
- 2012, Gato en el ropero y otros haikus
- 2014, Cordón Soho[2]
- 2019, Escrito en Super 8[4] cuentos.